# Szymbory-Jakubowięta
Szymbory-Jakubowięta – wieś w Polsce położona w województwie podlaskim, w powiecie wysokomazowieckim, w gminie Szepietowo.
W latach 1975–1998 miejscowość administracyjnie należała do województwa łomżyńskiego.
Wierni kościoła rzymskokatolickiego należą do parafii św. Apostołów Piotra i Pawła w Jabłoni Kościelnej.

## Historia
Miejscowość wymieniona w aktach sądowych ziemi bielskiej w roku 1527.
W 1827 wieś liczyła 14 domów i 73 mieszkańców. Pod koniec wieku XIX wchodziła w skład tzw. okolicy szlacheckiej Szymbory w powiecie mazowieckim, gmina Szepietowo, parafia Jabłoń Kościelna.
W 1921 r. było tu 17 budynków z przeznaczeniem mieszkalnym oraz 92 mieszkańców (48 mężczyzn i 44 kobiety). Narodowość polską podało 90 osób, a białoruską 2. W roku 2025 pozostało już jedynie 7 domów.

## Obiektyzabytkowe
- krzyż przydrożny, metalowy z cokołem kamiennym z 1. połowy XX w.
- spichlerz, drewniany z 1. połowy XX w.[10]

## Współcześnie
Ludność trudni się przede wszystkim rolnictwem. Produkcja roślinna podporządkowana hodowli krów mlecznych.
W pobliżu wsi przebiega linia kolejowa Warszawa – Białystok.